# 萧阿不底
蕭阿不底（？—967年），辽国官员。契丹人。    
蕭阿不底担任政事令，和女里都是以贪污受贿著称。二人关系很好。有人穿着枲耳子衬里的毡裘，别人调侃他：“如果遇上女里、阿不底，肯定全都给你剥走了！”一时传为笑谈。二人贪鄙如此。應曆十七年（967年）秋八月辛酉，辽穆宗生日，因为政事令阿不底病危，穆宗不受贺。